# وكالة الصحة العامة الكندية
وكالة الصحة العامة في كندا (بالفرنسية: Agence de la santé publique du Canada) هي وكالة تابعة لحكومة كندا مسؤولة عن الصحة العامة والتأهب والاستجابة لحالات الطوارئ ومكافحة الأمراض المعدية والمزمنة والوقاية منها. تم تشكيلها بموجب أمر في المجلس في عام 2004 وبعد ذلك بموجب تشريع دخل حيز التنفيذ في 15 ديسمبر 2006. وهي عضو في محفظة الصحة الفيدرالية (جنبًا إلى جنب مع وزارة الصحة الكندية والمعاهد الكندية للبحوث الصحية وغيرها من المنظمات).
رئيسة وكالة الصحة العامة هي كبيرة موظفي الصحة العامة في كندا؛ الرئيسة الحالية هي الدكتورة تيريزا تام. بصفتها نائبة الوزيرة المسؤولة عن وكالة الصحة العامة في كندا، تقدم كبيرة موظفي الصحة العامة تقاريرها إلى وزيرة الصحة. بصفتها المسؤولة الرئيسية عن الصحة العامة في الحكومة الفيدرالية، تقدم كبيرة موظفي الصحة العامة المشورة إلى وزيرة الصحة وحكومة كندا بشأن القضايا المتعلقة بصحة الكنديين.
يقع مقر الوكالة في مركزين أساسيين - أحدهما في أوتاوا، والآخر هو المختبر الوطني للميكروبيولوجيا في وينيبيغ، مانيتوبا، مقر مختبر الأحياء الدقيقة الوحيد ذو المستوى 4 في كندا لصحة الإنسان. في وقت إنشائها في عام 1998، كان معظم موظفي الوكالة في مبنى Gandalf Technologies السابق في النيبية، جنوب أوتاوا، وكانوا جزءًا من فرع الصحة والسكان بوزارة الصحة الكندية.

## المسؤوليات
- السيطرة على الأمراض والكشف عنها
- الصحة والأمان
  - تنبيهات السفر
  - التمنيع واللقاحات
  - التأهب للطوارئ
  - تعزيز الصحة
  - الوقاية من الإصابات
- البحوث والإحصاء

## الهيكل التنظيمي
- كبير موظفي الصحة العامة في كندا
- مساعد نائب الوزير الأول - فرع تكامل السكان والصحة العامة
- مساعد نائب الوزير - الأمراض المعدية والتأهب لحالات الطوارئ
- نائب رئيس قسم الصحة العامة - فرع الحماية الصحية والوقاية من الأمراض المزمنة
- المدير التنفيذي - أمانة الشركة

## روابط خارجية
- الموقع الرسمي
- وكالة الصحة العامة في كندا - قاعدة معلومات الصحة العامة
- المختبر الوطني للأحياء الدقيقة
- مشروع قانون C-5: قانون وكالة الصحة العامة في كندا